# Scandal (4.ª temporada)
A quarta temporada da série de televisão americana Scandal, criada por Shonda Rhimes, estreou em 25 de setembro de 2014, nos Estados Unidos, na American Broadcasting Company (ABC), e consistiu em 22 episódios. A temporada foi produzida pela ABC Studios, em parceria com a ShondaLand Production Company; a showrunner é Shonda Rhimes.
Em 7 de maio de 2015, a ABC anunciou que o Scandal havia sido renovada para a quinta temporada.
A temporada continua a história da empresa de gerenciamento de crises de Olivia Pope, Olivia Pope & Associates, e de sua equipe, bem como da Casa Branca em Washington DC. A quarta temporada teve nove regulares da série, todos voltando da temporada anterior, dos quais seis fazem parte do elenco original de oito regulares da primeira temporada. A temporada foi ao ar na quinta-feira às 21:00, um novo horário das três temporadas anteriores, que foi ao ar uma hora depois na mesma noite. O novo horário foi criado para dar espaço à nova série de TV da ShondaLand Production Company, How to Get Away with Murder.

## Enredos
A temporada se concentra no retorno de Olivia a Washington, DC, depois de passar dois meses se mudando para uma ilha na costa de Zanzibar com Jake, e como sua ausência afetou as pessoas ao seu redor.
A primeira metade da temporada se concentra na prisão de Jake pela morte de Jerry Grant depois que Rowan força Tom a nomear Jake como o operador. Rowan continua tentando fazer todos acreditarem que Jake é culpado, o que inspira Olivia a descobrir a verdade por si mesma. Depois de forçar Tom a revelar Rowan como seu operador, Fitz, Jake e Olivia planejam prender Rowan. Infelizmente, o plano falha, fazendo com que Rowan desligue o B613 e comece a eliminar os agentes do B613. Olivia tenta matar Rowan quando ela o confronta, mas ele consegue fugir.
A temporada também se concentra em como a Olivia Pope & Associates foi fechada, o que levou Abby, Huck e Quinn a procurar emprego alternativo.
Abby agora é a secretária de imprensa da Casa Branca e está lutando para conquistar o respeito de Cyrus e Fitz, porque eles decidem humilhá-la chamando-a de "ruiva", "Gabby" em vez de Abby. Mais tarde na temporada, Abby se vê ainda mais estressada com a presença de seu ex-marido abusivo, que foi indicado ao Senador do Estado da Virgínia. Como resultado, ela pede a Leo Bergen para ajudar a arruinar sua campanha. Huck está trabalhando em uma loja de eletrônicos e se recusa a retornar à empresa, mas ele finalmente o faz. Nos últimos dois meses, ele esteve observando sua família afastada, mas sua ex-esposa, Kim, não permitiu que ele visse seu filho Javi. No entanto, para desgosto de Kim, Huck e Javi começam a formar uma amizade jogando videogame juntos.
Quinn manteve contato com Abby e Huck, além de tentar encontrar Olivia. Durante a primeira parte da temporada, Quinn trabalha em um caso para a amiga de Olivia, Catherine, da faculdade de direito, na qual a filha de Catherine foi assassinada e o marido, sofrido pela dor de Catherine, cometeu suicídio. O caso sofre uma reviravolta inesperada quando Quinn descobre que o assassino da filha de Catherine, Kobiak, trabalha com a chefe da RNC, Elizabeth North, e o vice-presidente Andrew Nichols. O seu plano é revelado como uma tentativa de iniciar uma guerra no oeste de Angola. Elizabeth North e Andrew Nichols planejam o sequestro de Olivia, antecipando que Fitz fará qualquer coisa para salvá-la. Tendo previsto corretamente, Nichols convence Fitz a dar o aval para entrar em guerra com o oeste de Angola.
Mellie luta com a morte súbita de seu filho, Jerry, no final da temporada 3. Ela finalmente aceita sua perda depois de descobrir que Jerry foi assassinado por ter sido deliberadamente exposto a meningite bacteriana em vez de contrair a doença naturalmente, e ela escolhe formar uma aliança com Elizabeth North. Mais tarde, depois de ter um caso com Nichols, Mellie descobre sua verdadeira natureza, quando ele ameaça contar à imprensa sobre o caso deles.
Cyrus começa a dormir com Michael, um prostituto do sexo masculino, que é pago por Elizabeth North. Depois de descobrir que Michael está vazando informações para Elizabeth, Cyrus pede ajuda a Olivia. Enquanto fotos de Cyrus e Michael são vazadas, o casal propõe um plano de casamento como forma de lidar com a crise.
Enquanto Olivia é mantida em cativeiro, a equipe que Nichols contratou enfrenta um problema interno que leva o líder a ser morto por Gus, um de seus funcionários. Gus, em seguida, abre um leilão para Olivia no mercado negro, e terroristas e estrangeiros começam a fazer lances por ela. Olivia manipula o leilão para ganhar vantagem sobre os sequestradores, mas é incapaz de interromper o leilão e é vendida para a Rússia. Stephen Finch, um ex-"gladiador" do Pope & Associates, desapareceu por três temporadas, retorna para resgatar Olivia na Rússia e ela é trazida de volta para a América com segurança. Pouco depois, Nichols sofre um acidente vascular cerebral maciço, que se acredita ter sido causado por um esforço colaborativo entre Mellie e Elizabeth. Olivia é visitada por Fitz, mas revela seu desgosto por sua decisão de ir à guerra para trazê-la de volta e o afastar.
Apesar das preocupações da equipe em relação ao seu estado mental e físico, Olivia decide voltar ao trabalho, começando com o caso de um menino afro-americano que foi baleado por um policial branco. A investigação adicional da equipe descobre que o policial branco preparou tudo para parecer que ele atirou no garoto em legítima defesa, e ele é preso.
Enquanto isso, Fitz começa a procurar um novo vice-presidente. Ele inicialmente decidiu que Mellie assumisse o lugar, mas Cyrus se opõe. Mellie depois pressiona para que a senadora da Virgínia Susan Ross seja nomeada para o cargo. Fitz então contrata Leo Bergen para ajudar Susan, mas Leo constantemente pressiona Susan, que decide desistir da corrida. No entanto, após várias considerações, Susan é jurada como vice-presidente.
Ao receber arquivos da esposa afastada de Huck, David fala com Jake e Huck sobre o que ele deve fazer com os arquivos. Huck tenta conversar com sua esposa Kim sobre eles, mas ela consegue convencer Huck a testemunhar. Após o testemunho de Huck, David começa a investigar o caso. Jake tenta ao máximo impedir David, apenas para que David continue a investigação, obtendo ajuda de outros agentes do B613. Finalmente, David descobre que sua assistente é uma agente B613 que matou outros agentes enquanto Jake consegue matá-la.
Olivia Pope & Associates continua lidando com mais casos, como os de Susanne Thomas e Marcus Walker. Susanne ameaça revelar segredos sobre os principais políticos de DC em seu novo livro; enquanto a equipe conseguiu convencê-la a não fazê-lo, Huck a mata de repente. Marcus Walker é acusado de assassinar a esposa do prefeito, com quem ele estava tendo um caso. A equipe finalmente descobre que o prefeito era de fato responsável pelo assassinato, enquadrando Marcus por isso. A equipe convence o prefeito a deixar sua posição, mas Marcus decide revelar a verdade à mídia.
Como a vaga de Susan no Senado é desocupada, Mellie decide tomar seu lugar. Ela pede a Elizabeth que a ajude na campanha eleitoral. Mellie enfrenta problemas em sua campanha quando sua meia-irmã visita a Casa Branca e ameaça revelar seu passado, mas Fitz consegue convencê-la a não fazê-lo. Então, a ex-vice-presidente Sally Langston levanta preocupações sobre Mellie, mas Olivia consegue desligá-la. Mellie também luta com as classificações inicialmente baixas na Virgínia e decide recrutar Fitz para ajudá-la.
Fitz começa a apresentar um projeto de lei (mais tarde conhecido como Brandon Bill) após o recente tiroteio perto da Casa Branca, mas está lutando para aprová-lo no Congresso. Ele tenta enviar a proposta o mais rápido possível, mas Susan quer ler a proposta antes de dar seu voto. Com o conselho de Susan, Fitz finalmente decide melhorar a conta.
Olivia conhece um homem chamado Russell em um bar e passa uma noite com ele.  Enquanto isso, Rowan começa a ameaçar Olivia quando ela e o resto da Olivia Pope & Associates, juntamente com David, começam a planejar o desligamento do B613. Mais tarde, Russell é revelado como um agente B613 contratado por Rowan para se aproximar de Olivia, e ele tenta matar Jake quando Olivia e o resto do time continuam a desafiar Rowan. Olivia depois percebe isso, e Russell torturou Huck e Quinn, enquanto ajuda David na investigação do B613.
Susan continua desafiando a Administração Grant, ajudando uma oficial que parece ter sido estuprada. Ela pede ajuda a Olivia Pope & Associates, e uma investigação mais aprofundada leva à revelação de que um dos oficiais superiores era responsável pelo ato. Depois de vazar o vídeo, o policial é forçado a confessar a verdade para a mídia. Mellie então aproveita a oportunidade para aumentar suas classificações, discursando sobre como os militares lidaram mal com o caso, mostrando simpatia pela oficial do sexo feminino em vez de falar sobre o filho.
Huck e Quinn conseguiram torturar Russell para revelar informações sobre uma operação secreta chamada Foxtail, mas ele escapa antes que eles descobrissem mais informações. Mais tarde, é revelado que o advogado alistado pela equipe para a audiência do caso é um agente B613 e que mais tarde ajudou Russell a escapar apenas para ser morto por Rowan. Mais tarde, a Operação Foxtail revela-se centrada em Mellie, enquanto Rowan se oferece generosamente para financiar sua campanha. A operação foi o plano de fuga de Rowan para o caso contra o B613.
No final da temporada, membros de um grande júri reunido por David para o caso B613 são mortos após a audiência inicial. Olivia Pope & Associates e David começam a investigar a cena e percebem que Rowan era o responsável. Ele também chantageara Mellie a dar os nomes dos membros, fazendo com que ela se sentisse responsável. Cyrus mais tarde descobre a verdade, mas decide não contar a Fitz. Depois de procurar conselhos de Maya, Olivia e Jake decidem revelar o B613 à CIA, mas seu plano sai pela culatra. Mais tarde, eles elaboraram um plano para enquadrar Rowan por desvio de fundos no museu onde ele trabalha, e ele está preso. Mais tarde, Fitz descobre a verdade sobre o que Mellie e Cyrus fizeram e ordena que eles deixem a Casa Branca. Elizabeth então toma o lugar de Cyrus como chefe de gabinete. Na última cena, Fitz se reúne com Olivia.

## Elenco e personagens
| - Kerry Washington como Olivia Pope - Scott Foley como Jacob "Jake" Ballard - Darby Stanchfield como Abigail "Abby" Whelan - Katie Lowes como Quinn Perkins - Guillermo Díaz como Diego "Huck" Muñoz - Jeff Perry como Cyrus Beene - Joshua Malina como David Rosen - Bellamy Young como Melody "Mellie" Grant - Tony Goldwyn como Fitzgerald "Fitz" Thomas Grant III | - Portia de Rossi como Elizabeth North - Joe Morton como Rowan "Eli" Pope - Matthew Del Negro como Michael Ambruso - George Newbern como Charlie - Jon Tenney como Andrew Nichols - Brian Letscher como Tom Larsen - Artemis Pebdani como Susan Ross - Brian White como Franklin Russell - Erica Shaffer como Repórter - Paul Adelstein como Leo Bergen - Jasika Nicole como Kim Muñoz - Khandi Alexander como Maya Lewis/Marie Wallace - Jason Butler Harner como Ian Woods/Ian McLeod - Chad Donella como Gus - Kate Burton como Sally Langston - Sharmila Devar como Lauren Wellman - Cornelius Smith Jr. como Marcus Walker - Mackenzie Astin como Noah Baker | - Kelen Coleman como Kate Warner - Jessica Tuck como Stephanie Vaughn - Mary McCormack como Lisa Elliot - Josh Randall como James Elliot - Sonya Walger como Catherine Winslow - Mary Mouser como Karen Grant - Carol Locatell como Bitsy Cooper - Brian Benben como Leonard Francis Carnehan - Michael Trucco como Charles "Chip" Putney - Robert Baker como Otto - Marla Gibbs como Rose - Henry Ian Cusick como Stephen Finch - Courtney B. Vance como Clarence Parker - Jimmy Kimmel como ele mesmo - Lena Dunham como Susanne Thomas - Emily Bergl como Janet Beene - Dan Bucatinsky como James Novak - Lauren Bowles como Harmony - Glenn Morshower como John Hawley - Dan Byrd como Virgil Plunkett |

## Produção

### Desenvolvimento
Scandal foi renovada para a quarta temporada pela ABC em 9 de maio de 2014. Em 13 de maio de 2014, a ABC anunciou sua nova programação, bem como um novo horário para Scandal. O show permaneceu na quinta-feira à noite, mas foi transferido para as 21h para abrir espaço para a nova série de TV da ShondaLand Production Company, How to Get Away with Murder. Em agosto de 2014, a ABC programou toda a programação de quinta-feira no horário nobre com os dramas da ShondaLand, Grey's Anatomy, Scandal e How to Get Away With Murder, e marcou a noite como "Graças a Deus é quinta-feira" ("Thank God It's Thursday" [ou "TGIT"]).

### Filmagens
A produção começou no início de julho, quando Rhimes twittou que os roteiristas estavam trabalhando duro colaborando com ideias e mapeando a quarta temporada. O roteiro para a temporada começou alguns dias depois. O roteiro para o primeiro episódio foi lido em 24 de julho de 2014 e Rhimes revelou o título da estréia no mesmo dia. As filmagens para a quarta temporada começaram em 28 de julho de 2014, e terminou em 28 de abril de 2015.

### Roteiro
Em entrevista à showrunner Shonda Rhimes, ela revelou que a quarta temporada destacaria a personagem de Darby Stanchfield, Abby Whelan. Ela disse que "a quarta temporada é a temporada de Abby. Isso foi planejado. Muito do que sabemos sobre Abby acontece nesta temporada". Rhimes também confirmou a especulação sobre o destino do personagem Harrison Wright, que ela confirmou ter sido morto. Ela disse que todas as pessoas da OPA lidam de maneiras diferentes com a morte de Harrison, Olivia é a mais difícil.  Rhimes disse: "Será muito devastador para Abby de uma maneira surpreendente. Você verá como ela está lidando com isso de uma maneira muito diferente do que você esperaria". Olivia lidará com sua traição a todos que deixou para trás, quando souber do destino de Harrison. As traições mudaram todos permanentemente, e Olivia terá que lidar com isso.
Shonda Rhimes afirmou que a quarta temporada se concentrará mais nos personagens principais, em oposição à terceira temporada em que mais personagens foram introduzidos. Rhimes explicou o porquê: "Kerry Washington não podia trabalhar 14 horas por dia, então tivemos que contar nossa história de uma maneira diferente, o que exigiu que outras pessoas entendessem a folga de maneiras bonitas".

### Casting

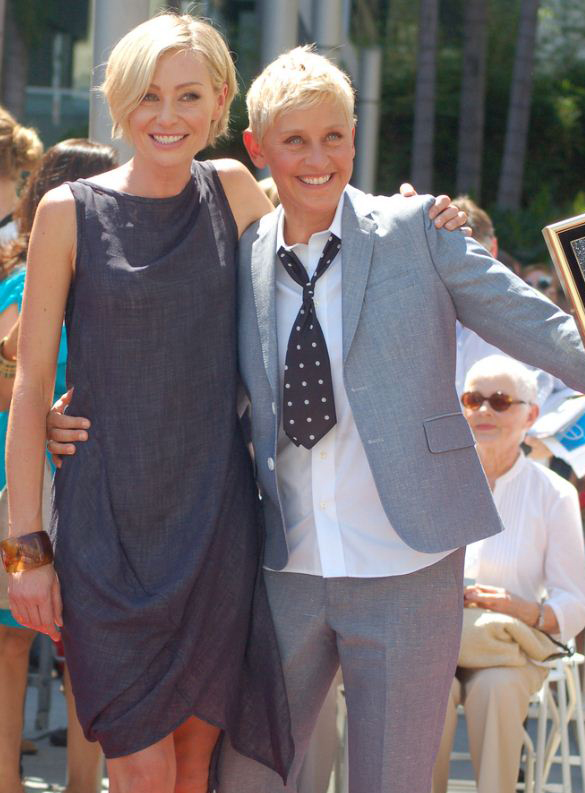
Ellen DeGeneres anunciou no Twitter que sua esposa Portia de Rossi foi escolhida para o show.

A quarta temporada teve nove atores recebendo o papel de regular, com todos eles retornando da temporada anterior, oito dos quais parte do elenco original da primeira temporada. Kerry Washington continuou seu papel de protagonista da série, Olivia Pope, uma ex-diretora de comunicações da Casa Branca com sua própria empresa de gerenciamento de crises. Scott Foley interpretou o capitão Jake Ballard, que é falsamente preso pelo assassinato do filho do presidente. Darby Stanchfield interpretou Abby Whelan, agora secretária de imprensa da Casa Branca depois de deixar a Pope & Associates. Katie Lowes atuou como Quinn Perkins, e Guillermo Díaz interpretou o personagem Huck, o problemático técnico que trabalha para Olivia. Jeff Perry continuou a interpretar Cyrus Beene, chefe de gabinete da Casa Branca, que é forçado a se casar com um prostituto para evitar um escândalo de notícias. Joshua Malina interpretou David Rosen, ex-procurador dos EUA, agora procurador-geral. Bellamy Young continuou interpretando a primeira-dama Melody "Mellie" Grant, que luta com a morte de seu filho e decide concorrer à senadora da Virgínia, enquanto Tony Goldwyn interpreta o presidente Fitzgerald "Fitz" Thomas Grant III.
Em 25 de abril de 2014, foi anunciado que Columbus Short não retornaria para a quarta temporada por motivos pessoais. Em uma entrevista com a criadora do programa, Shonda Rhimes, ela revelou que o personagem de Short, Harrison Wright, seria morto. A apresentadora de televisão Ellen DeGeneres revelou no Twitter que sua esposa, Portia de Rossi, foi escalada para um "arco secreto" em vários episódios.

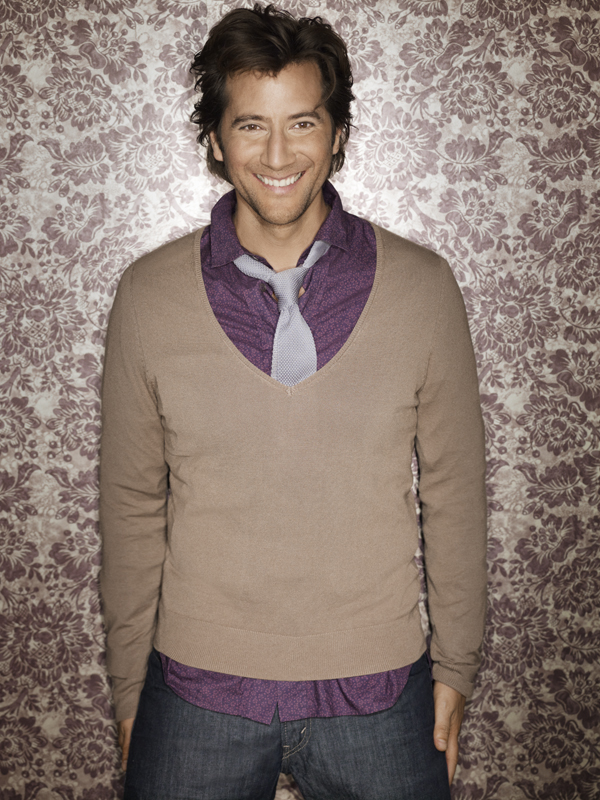
Henry Ian Cusick retornou à série como Stephen Finch depois de deixar o show após a primeira temporada.

Várias estrelas convidadas foram anunciadas para fazerem parte do elenco. Em 30 de julho de 2014, Kelen Coleman apareceu na estréia da quarta temporada. Em 12 de agosto de 2014, Mary McCormack e Josh Randall foram anunciados para aparecer no programa como um casal, que foi ao ar como parte do segundo episódio da temporada. Sonya Walger, de Lost foi anunciada para aparecer no programa em um papel recorrente, em 18 de agosto de 2014. Em 22 de agosto de 2014, a Entertainment Weekly anunciou que Matthew Del Negro desempenharia um papel recorrente. Foi anunciado que o papel de Karen Grant, uma das crianças da família Grant, seria reformulado. Em 5 de setembro de 2014, foi relatado que Mary Mouser assumiu o cargo. A atriz Jasika Nicole foi anunciada para retornar como esposa afastada de Huck para a quarta temporada em 17 de outubro de 2014, aparecendo pela primeira vez no quinto episódio da temporada. Stephen Collins anunciou no Twitter que voltaria para Scandal para um episódio. No entanto, depois de um escândalo de notícias sobre alegações de abuso sexual contra Collins, o ator foi cortado do episódio por solicitação da ABC.
Dois ex-atores do programa de televisão produzido pela Shondaland, Private Practice, foram anunciados para aparecer na temporada. Brian Benben foi anunciado em 16 de setembro de 2014, por ter conseguido um papel de convidado na temporada. Paul Adelstein foi anunciado para retornar como Leo Bergen no programa em um episódio que iria ao ar em novembro.
Foi relatado em 21 de outubro de 2014 que Michael Trucco foi escalado como Charles Putney, o ex-marido abusivo de Abby. A informação sobre seu personagem era que ele é o filho mais novo do ex-governador da Virgínia, James Putney, e o ex-marido de Abby Whelan depois que ele a agrediu fisicamente com raiva. Ele aparecei em um episódio da quarta temporada. Em 4 de novembro de 2014, foi anunciado que Khandi Alexander retornaria como Maya Lewis no final da temporada de inverno. O papel de Alexander foi inicialmente destinado a apenas um episódio como estrela convidada, mas foi atualizado para recorrente em 14 de novembro de 2014. Jason Butler Harner foi escalado para o programa em um papel recorrente e apareceu pela primeira vez na estréia da temporada de inverno, interpretando Ian Woods. Em 20 de fevereiro de 2015, foi relatado que a comediante Lena Dunham havia sido escalada para um papel de convidado desconhecido, e apareceria no décimo sexto episódio. Ela finalmente retratou Susanne Thomas, uma jovem que escreve um livro de memórias escandaloso sobre alguns dos principais políticos de Washington DC.
Henry Ian Cusick retornou como Stephen Finch depois de deixar a série após a primeira temporada, pois o personagem tentaria viver uma vida normal com sua noiva, Georgia. Em 5 de março de 2015, foi anunciado que Kate Burton e Dan Bucatinsky voltariam interpretando os personagens Sally Langston e James Novak, respectivamente. Ambos os atores apareceram no décimo sétimo episódio da temporada. Emily Bergl foi escalada como ex-esposa de Cyrus e também apareceu no décimo sétimo episódio. Lauren Bowles foi anunciada para interpretar a meia-irmã de Mellie, Harmony. Ela apareceu no décimo oitavo episódio. Após o final da temporada, foi anunciado que Portia de Rossi foi promovida a uma atriz regular para a quinta temporada.

## Episódios
| N.º na série | N.º na temp. | Título                             | Dirigido por        | Escrito por                       | Exibição original       | Audiência (milhões) |
| --- | ------------ | ---------------------------------- | ------------------- | --------------------------------- | ----------------------- | ------------------- |
| 48 | 1            | "Randy, Red, Superfreak and Julia" | Tom Verica          | Shonda Rhimes                     | 25 de setembro de 2014  | 11.96               |
| Depois de dois meses vivendo em uma ilha ao largo da costa de Zanzibar com Jake, Olivia volta a Washington DC depois de descobrir sobre a morte de Harrison. Ela rapidamente descobre que seus ex-funcionários se dispersaram. Quinn ainda trabalha na OPA, Huck trabalha em uma loja de eletrônicos e Abby é a secretária de imprensa da Casa Branca. Olivia tenta fazer as pazes enquanto, ao mesmo tempo, ajuda um senador com um possível assassinato. De volta à Casa Branca, Fitz e Mellie ainda estão lutando com a perda de seu filho, Jerry; Em algum momento, Fitz tentou cometer suicídio. Como resultado, Fitz tenta fazer uma mudança em seu segundo mandato trabalhando em uma lei de igualdade de remuneração que resulta na demissão da maioria dos membros de seu gabinete. Mellie, não aceitando sua perda, luta no seu dia a dia. David Rosen tentou encontrar um caso que pode derrubar líderes políticos e o B613, mas tem dúvidas quando Fitz o nomeia para procurador-geral. Todos da Olivia Pope & Associates participam do funeral de Harrison, levando Huck e Quinn de volta à empresa com Olivia. |              |                                    |                     |                                   |                         |                     |
| 49 | 2            | "The State of the Union"           | Allison Liddi-Brown | Heather Mitchell                  | 2 de outubro de 2014    | 10.34               |
| Cyrus chantageia Olivia para ajudá-lo a trazer de volta um casal, James e Lisa Elliot, que são considerados heróis militares, e devem comparecer ao discurso do Estado da União de Fitz sobre controle de armas, mas perderam seus dois últimos voos do Novo México. Os problemas surgem quando Olivia descobre que o casal está tendo problemas no casamento e se recusa a participar do discurso. Enquanto isso, Fitz e Cyrus devem lidar com uma situação em que a mídia começa a se preocupar com o estado de espírito de Mellie e sua recusa em ir ao evento. Abby consegue convencê-la a comparecer, mas após o discurso, onde Fitz fala sobre a perda de seu filho, ela começa a chorar. Enquanto isso, Elizabeth, ainda preocupada com a nova direção de Fitz, contrata um homem para flertar com Cyrus. David chantageia um senador para manter sua indicação para procurador-geral e o relacionamento de Olivia e Jake evolui. |              |                                    |                     |                                   |                         |                     |
| 50 | 3            | "Inside the Bubble"                | Randy Zisk          | Matt Byrne                        | 9 de outubro de 2014    | 9.52                |
| Olivia lida com um caso de uma ex-amiga da faculdade de direito, Catherine, quando sua filha desaparece e mais tarde é encontrada morta, deixando Olivia desconfiada de Catherine. Fitz luta com seu trabalho para o controle de armas quando Elizabeth trabalha contra ele. Elizabeth tenta interromper o processo subornando um juiz e fazendo Michael dormir com Cyrus. Enquanto isso, Mellie trabalha excessivamente investido em um caso nacional em que um homem é supostamente empurrado por sua esposa do penhasco do Parque Nacional de Yosemite, e tenta, sem sucesso, fazer com que o FBI acredite que a esposa é inocente. Abby tenta lidar com a situação sobre Mellie, mas Fitz fica no seu caminho. Jake continua sua investigação sobre quem matou Harrison e Adnan, envolvendo Quinn para conversar com Charlie. Ele descobre que Rowan foi responsável pelas mortes. David chantageia o juiz do balanço no caso de controle de armas para vencer, mas se sente terrível quando o juiz comete suicídio. |              |                                    |                     |                                   |                         |                     |
| 51 | 4            | "Like Father, Like Daughter"       | Paul McCrane        | Mark Fish                         | 16 de outubro de 2014   | 9.90                |
| Fitz pede a Olivia que encerre uma situação que surge quando sua filha Karen se torna parte de uma fita de sexo involuntária, que pode destruir a reputação da família Grant. Olivia faz o possível para encontrar o vídeo antes de ele ser lançado, mas enfrenta problemas quando os pais do garoto que gravou a fita de sexo exigem dinheiro em troca de desistir do vídeo. Enquanto isso, Mellie luta com a situação e com a presença de Olivia na Casa Branca, mas começa a se sentir melhor depois de uma conversa com Karen. Fitz descobre por Olivia que ela deixou a cidade com Jake. Jake se vê em apuros quando Rowan envia Tom Larsen para assassiná-lo depois de descobrir como o filho do presidente, Jerry, realmente morreu. Ele está prestes a revelar a verdade a Olivia e ao Presidente quando ele é preso pelo assassinato de Jerry, quando Tom foi forçado por Rowan a acusar falsamente Jake de lhe dar ordens para matar o filho do presidente. |              |                                    |                     |                                   |                         |                     |
| 52 | 5            | "The Key"                          | Paul McCrane        | Chris Van Dusen                   | 23 de outubro de 2014   | 9.98                |
| Olivia e a equipe continuam a investigar o caso de Catherine, mas ela fica distraída quando Jake para de retornar suas ligações. Depois de descobrir a última localização conhecida de Jake, foi na Casa Branca, Olivia liga para Fitz, que indiretamente confirma o cativeiro de Jake no Pentágono. Fitz tenta fazê-lo assinar a confissão pela morte de Jerry, mas quando Jake se recusa, Fitz acaba batendo nele. Rowan consegue convencer Olivia e Cyrus de que Jake é o assassino, o que devasta Olivia. Huck continua espionando sua família, mas sua esposa, Kim, se recusa a deixá-lo ver seu filho Javi. David percebe como é finalmente ser um vencedor em DC e Mellie descobre por Fitz que Jerry foi assassinado, o que a ajuda a lidar com sua dor. |              |                                    |                     |                                   |                         |                     |
| 53 | 6            | "An Innocent Man"                  | Jeannot Szwarc      | Zahir McGhee                      | 30 de outubro de 2014   | 9.32                |
| Quando um ex-presidente republicano morre, Olivia deve representar o suposto assassino, Leonard Carnihan, que afirma ser inocente e pode provar isso combinando a bala com a arma. Olivia consegue fazer com que o tribunal permita uma autópsia onde se confirma que a bala é disparada da arma de Carnihan, que ele queria que todos soubessem. Mellie se relaciona com a ex-primeira dama e viúva Bitsy Cooper, depois que ela descobre como a vida de Bitsy era semelhante à dela. Abby confronta Fitz sobre Jake, o que o leva a transferi-lo para outra instalação depois de perceber que Olivia ainda tem sentimentos por ele. Elizabeth vaza para a imprensa que Fitz quer remover bases militares na esperança de fazê-lo parecer inseguro. Huck encontra uma maneira de se conectar com seu filho através de um videogame, e Quinn encontra o armário que a chave cabe, que contém fotos de Olivia pelas quais Katelyn foi assassinada. |              |                                    |                     |                                   |                         |                     |
| 54 | 7            | "Baby Made a Mess"                 | Oliver Bokelberg    | Jenna Bans                        | 6 de novembro de 2014   | 9.82                |
| O ex-marido de Abby, Charles "Chip" Putney, é indicado ao senador dos EUA na Virgínia. Olivia faz o possível para impedir que Chip seja eleito e assume a campanha de Susan Ross, a outra candidada ao Senado, depois de ver o quão devastada Abby está pela indicação de Chip. Abby confronta seu ex-marido e conta a verdade a Leo Bergen sobre seu casamento. Leo estraga a campanha de Chip. Olivia visita Tom Larsen na cadeia, na esperança de obter a verdade sobre o assassinato de Jerry. No entanto, devido à obsessão de Tom por sua aparência, Olivia toma medidas extremas para obter a verdade, levando Fitz a liberar Jake. Cyrus testa Michael para ver se ele vaza informações que Cy diz a ele. Huck continua a brincar com Javi, que termina com Javi rastreando Huck no escritório. Quinn enfrenta problemas quando o marido de Catherine se mata depois que ela o confronta. |              |                                    |                     |                                   |                         |                     |
| 55 | 8            | "The Last Supper"                  | Julie Anne Robinson | Allan Heinberg                    | 13 de novembro de 2014  | 10.05               |
| Jake, Fitz e Olivia planejam derrubar Rowan, que é reunir evidências suficientes para processar o comando e Jake tem os arquivos secretos do B613. Eles pedem ajuda a David para construir um caso contra Rowan enquanto tentam prendê-lo. No entanto, o plano falha depois que Rowan descobre o plano e mata a equipe da SWAT que deveria prendê-lo, além de destruir os arquivos do B613. Enquanto isso, Andrew tenta fazer uma tentativa de assassinato, fazendo Mellie admitir seus sentimentos por ele. Elizabeth pede a Olivia para descobrir quem está invadindo seu telefone e descobre que é Cyrus. Depois de conversar com ele sobre Elizabeth, Olivia decide espioná-la para descobrir qual é o seu plano. Na disputa, Huck traz Javi, mas eles são interrompidos quando Quinn aparece após seguir Kobiak até o apartamento, onde descobrem que Kobiak está trabalhando com Elizabeth e o vice-presidente Andrew Nichols. |              |                                    |                     |                                   |                         |                     |
| 56 | 9            | "Where the Sun Don't Shine"        | Tony Goldwyn        | Mark Wilding                      | 20 de novembro de 2014  | 10.14               |
| Como resultado de quase ser capturado, Rowan desliga o B613 e ordena que os outros agentes sejam mortos. Jake se une a Huck para tentar encontrar o Comando. Rowan confronta Olivia em seu apartamento, onde ela aponta uma arma para ele e pressiona o gatilho, mas a arma não está carregada; deixando Rowan furioso e desapontado por sua própria filha tentar matá-lo. Enquanto isso, depois que Elizabeth descobre que Olivia cobriu Cyrus por invadir seu telefone, ela vazou fotos de Michael e Cyrus juntos, levando Cyrus a deixar o cargo de Chefe de Gabinete. Olivia lida com a situação propondo um casamento para Cyrus e Michael e Cyrus concordam. Quinn investiga a conexão entre Elizabeth, Andrew e Kobiak, onde descobre que eles planejavam iniciar uma guerra entre o oeste de Angola e os EUA, montando o atentado e sequestrando Olivia para forçar Fitz a declarar guerra. |              |                                    |                     |                                   |                         |                     |
| 57 | 10           | "Run"                              | Tom Verica          | Shonda Rhimes                     | 29 de janeiro de 2015   | 10.48               |
| Olivia é sequestrada por homens mascarados de seu apartamento e é levada para um prédio demolido onde é mantida refém. Ela faz amizade com o outro homem em sua sala, um escritor chamado Ian. Com o passar do tempo, Olivia percebe que pode ser capaz de romper a janela do banheiro, mas é pega em flagrante pelos sequestradores e, como resultado, eles atiram em Ian para puni-la. Ela começa a alucinar e começa a sonhar com Jake e Fitz a resgatando. Depois de um tempo, Olivia finalmente consegue atacar e matar seus sequestradores e destrancar a porta da frente. No entanto, ela descobre que o edifício estava realmente dentro de um armazém e que Ian está realmente por trás do sequestro, e ele quer usá-la para forçar Fitz a declarar guerra contra o oeste de Angola. |              |                                    |                     |                                   |                         |                     |
| 58 | 11           | "Where's the Black Lady?"          | Debbie Allen        | Raamla Mohamed                    | 5 de fevereiro de 2015  | 9.58                |
| Fitz descobre que seu governo foi corrompido por Andrew Nichols, o que o faz questionar em quem ele pode confiar. Andrew chantageia Fitz para declarar guerra ao oeste de Angola depois de ameaçar matar Olivia. Fitz recebe um vídeo de Olivia falando, que ele dá a Jake. Depois de assistir ao vídeo, Huck descobre um reflexo mostrando o rosto de Ian e percebe que Olivia está deixando pistas para encontrá-la. Fitz conta a Mellie sobre o sequestro, o que o leva a declarar guerra - deixando Cyrus e Abby preocupados com sua decisão. Quando uma mulher chega à OPA em busca de Olivia em relação a sua vizinha, Quinn percebe que os sequestradores se esconderam na casa da vizinha quando a levaram. Enquanto isso, Olivia convence Ian a vendê-la no mercado aberto, em vez de seguir os pedidos de Andrew. Mellie pega os celulares de Andrew, o que leva Quinn a encontrar o destino de Olivia. No entanto, quando eles chegam lá, Ian e Olivia já saíram de avião. |              |                                    |                     |                                   |                         |                     |
| 59 | 12           | "Gladiators Don't Run"             | Randy Zisk          | Paul Willam Davies                | 12 de fevereiro de 2015 | 9.32                |
| O leilão da Olivia começa no mercado livre. Fitz e a Casa Branca, além de Jake, Huck e Quinn, tentam encontrar o leilão, mas lutam para ter acesso. Jake pede ajuda a Maya Pope, fingindo ser Marie Wallace para se candidatar a Olivia. Maya pede a Huck que mate um manipulador, o que faz Huck começar a perder o controle, para o horror de Jake. Fitz tenta fazer com que Andrew renuncie como vice-presidente, mas ele se recusa a levar Cyrus a tomar a situação em suas próprias mãos. Depois que Andrew ameaça Mellie, dizendo que ele revelará o caso deles se for preso, ela pede a Fitz para deixar Andrew renunciar, pois ela quer se tornar a próxima presidente. Olivia perde o controle sobre sua situação quando Ian é morto por um dos sequestradores, Gus. Ele a vende a um comprador externo por mais de US $ 1 bilhão, para desgosto de Olivia. Abby descobre que Olivia foi sequestrada e confronta David sobre isso, revelando sua raiva por ele por não a informar sobre isso. |              |                                    |                     |                                   |                         |                     |
| 60 | 13           | "No More Blood"                    | Randy Zisk          | Heather Mitchell                  | 19 de fevereiro de 2015 | 9.62                |
| Olivia está prestes a ser entregue aos iranianos, mas estraga o acordo, fazendo uma tradução errada aos sequestradores em inglês e os iranianos em farsi. Gus reabre o leilão, permitindo a Huck mais uma chance de concorrer com Olivia usando as credenciais de Marie. Enquanto isso, Fitz e Cyrus discordam sobre como lidar com a situação, levando Cyrus a conspirar com a CIA para matar Olivia e impedir que segredos internacionais sejam divulgados. Mellie explica a Fitz que a chantagem de Andrew ameaça sua chance de se tornar presidente, e Fitz concorda em deixá-lo andar. No entanto, Mellie também trama com Elizabeth para derrubar Andrew. Olivia acaba sendo vendida para um grupo na Rússia, apesar de Huck tentar a oferta vencedora. Stephen Finch aparece e revela que ele é o russo que comprou Olivia e depois a leva de volta para a América, pouco antes de Andrew sofrer um derrame. Fitz vai para o apartamento de Olivia, mas ela revela seu desgosto por sua decisão de ir à guerra com o oeste de Angola por ela, e diz a ele que está sozinha. |              |                                    |                     |                                   |                         |                     |
| 61 | 14           | "The Lawn Chair"                   | Tom Verica          | Zahir McGhee                      | 5 de março de 2015      | 9.57                |
| Um adolescente afro-americano é baleado por um policial a quatro quarteirões da Casa Branca e o chefe de polícia pede ajuda a Olivia para lidar com a situação. Jake se preocupa com Olivia depois do que ela passou e a aconselha a conversar com alguém. Na cena do crime, o pai do adolescente morto, Clarence Parker, chega e fica na frente de seu filho, exigindo conversar com o policial que matou seu filho Brandon. A situação começa a atrair manifestantes, irritados com a brutalidade policial. À medida que a situação evolui, Olivia se junta aos manifestantes e tenta ao máximo descobrir o que realmente aconteceu na cena do crime. Com a ajuda de Huck e Quinn, Olivia descobre que o policial que atirou no adolescente plantou uma faca para parecer autodefesa, e ele é preso. Fitz tenta encontrar um novo vice-presidente na qual Mellie ajuda Susan Ross a ser nomeada. |              |                                    |                     |                                   |                         |                     |
| 62 | 15           | "The Testimony of Diego Muñoz"     | Allison Liddi-Brown | Mark Fish                         | 12 de março de 2015     | 8.24                |
| Kim Muñoz, esposa separada de Huck, pede ajuda a David em relação a alguns arquivos B613, o que choca David. Ele discute o caso com Huck e Jake sobre o que fazer com os arquivos. Huck concorda em falar com Kim. Enquanto isso, Fitz contrata Leo Bergen para ajudar Susan Ross a ser nomeada vice-presidente depois que ela se envergonha na TV. A pressão que Leo exerce sobre Susan a leva a desistir, deixando Abby furiosa com Leo. Olivia fica deprimida após eventos recentes, mas consegue ajudar Rose a encontrar a vizinha de Olivia, a quem os sequestradores mataram quando levaram Olivia. Huck e Quinn encontram o corpo, e Rose consegue se despedir de sua amiga, que ela acredita ter morrido em um banco do parque. Kim convence Huck a testemunhar sobre o B613, o que ele faz enquanto fala em ficar preso no buraco - levando David a decidir investigar o caso, para desgosto de Jake. Depois que Fitz pede desculpas ao comitê, e com o conselho de Olivia, Susan Ross toma posse como vice-presidente. |              |                                    |                     |                                   |                         |                     |
| 63 | 16           | "It's Good to Be Kink"             | Paul McCrane        | Matt Byrne                        | 19 de março de 2015     | 7.79                |
| Susanne Thomas (Lena Dunham), ameaça revelar segredos escandalosos sobre os principais políticos de Washington D.C com um livro de memórias sexuais. Abby pede que Olivia a ajude a convencer Susanne a não publicar o livro, mas ela exige US $ 3 milhões em troca de não publicar. Olivia, Quinn, Huck e Abby tentam descobrir a quem os apelidos pertencem na esperança de reunir os homens para ajudar a pagar Susanne. Todos os homens concordam em pagar, mas David protesta dizendo que seria ilegal. Depois de descobrir que Susanne foi demitida de seu emprego, Olivia consegue convencê-la a não publicar o livro, arranjando possíveis outros empregos. Quando Huck e Quinn visitam Susanne, Huck a mata temendo que ela acabe conversando e arruinando suas chances de uma vida com sua esposa e filho. Enquanto isso, Olivia vai a um bar em busca de um homem, mas ela relembra o sequestro e deixa o bar. Mellie concorda em deixar Elizabeth se tornar sua gerente de campanha por sua candidatura à senadora da Virgínia, e Fitz e Jake discutem a condição de Olivia. |              |                                    |                     |                                   |                         |                     |
| 64 | 17           | "Put a Ring on It"                 | Regina King         | Chris Van Dusen                   | 26 de março de 2015     | 8.06                |
| Michael é fotografado em um clube de strip-tease com outro cara, o que cria um escândalo de notícias - levando Olivia a impulsionar o casamento de Michael e Cyrus. Ela pede ajuda a Mellie, sugerindo um casamento na Casa Branca e Mellie concorda. Mas depois que Sally Langston aparece na TV dizendo que o casamento é um encobrimento, Olivia tenta lidar com ela. Através de flashbacks, fica sabendo que Cyrus se casou com sua esposa Janet por causa de seu medo da Aids. Depois que soube que Cyrus era gay, ela pediu o divórcio. Quando Cyrus se casou com James, ele prometeu que não o enganaria, mas logo depois quebrou a promessa. Enquanto isso, Olivia ainda sofre de TEPT após ser sequestrada, levando-a a sonhar com um flashback de Fitz dando a ela o anel. Seu sonho a leva a procurar o anel. Ela ajuda Cyrus a terminar o casamento e chantageia Sally para ficar quieta, dizendo que seu marido morto Daniel Douglas era um dos clientes viciados de Michael. Olivia usa o anel para o casamento de Cyrus que Fitz vê, deixando-o saber que ela ainda tem sentimentos por ele. |              |                                    |                     |                                   |                         |                     |
| 65 | 18           | "Honor Thy Father"                 | Jeannot Szwarc      | Severiano Canales                 | 2 de abril de 2015      | 7.27                |
| David tenta recrutar ex-agentes do B613 para fortalecer seu caso, mas enfrenta problemas quando Jake faz o possível para detê-lo. David recebe ajuda de Huck, Quinn e Charlie para ajudar a encontrar ex-agentes do B613, mas eles são mortos mais tarde. Charlie convence os outros a planejarem matar Jake. Quando David está prestes a entrar no carro com sua assistente, Jake aparece matando a assistente, pois foi ela quem matou os outros agentes do B613. Jake revela que estava a bordo do caso junto com Olivia. A meia-irmã de Mellie, Harmony, visita a Casa Branca a pedido de Elizabeth, mas a tensão começa a aumentar entre as irmãs. Fitz consegue conversar com Harmony e garantir que ela não falará sobre o passado de Mellie durante a campanha de Mellie. Olivia tenta salvar o pai de um congressista da execução por matar a professora de sua filha (que a molestou), mas Olivia descobre que o congressista era o verdadeiro assassino. |              |                                    |                     |                                   |                         |                     |
| 66 | 19           | "I'm Just a Bill"                  | Debbie Allen        | Raamla Mohamed                    | 16 de abril de 2015     | 7.86                |
| Rowan ameaça Olivia para suspender o processo contra B613, e lhe dá 48 horas para fazê-lo. David se recusa a interromper o caso, com o qual Olivia concorda, deixando-a mais determinada a fechar o B613. Ao mesmo tempo, Marcus Walker solicita a ajuda de Olivia depois de ser acusado de assassinato da esposa do prefeito, com quem ele estava dormindo. Olivia descobre que o prefeito foi quem matou sua esposa, que Marcus vaza para a mídia, apesar do risco de arruinar sua carreira. Enquanto isso, Fitz luta para obter o Brandon Bill, criado após o recente tiroteio, para ser aceito no Congresso, mas enfrenta problemas quando sua vice-presidente se recusa a votar antes de ler corretamente o projeto - o que irrita Cyrus e Mellie. Depois de discutir o projeto de lei com Susan, Fitz decide melhorar o projeto de lei de Brandon. Como resultado de ignorar a ameaça de Rowan, Jake é esfaqueado por Russell na OPA. |              |                                    |                     |                                   |                         |                     |
| 67 | 20           | "First Lady Sings the Blues"       | David Rodriguez     | Paul William Davies               | 23 de abril de 2015     | 7.79                |
| Depois de encontrar Jake quase morto, Huck e Quinn conseguem revivê-lo. Olivia decide protegê-lo em uma casa segura e contrata um médico russo para ajudar Jake. No entanto, o médico se recusa a ajudar, a menos que Olivia ajude sua ex-amiga da KGB, com a qual ela concorda. Rowan envia Russell para procurar Jake, mas quando ele não consegue encontrá-lo, ele atira em Russell no braço, o que faz Olivia visitá-lo no hospital. Eles levam Russell para o esconderijo, onde ele tenta matar Jake novamente, mas falha. Olivia tenta ajudar a ex-agente da KGB oferecendo Rowan para o KGB. Mas Rowan mata ele e a ex-KGB e sua família. Em seu apartamento, Olivia seduz Russell, apenas para apontar uma arma para ele, revelando que sabe que ele é do B613. Enquanto isso, Mellie enfrenta problemas quando Sally Langston anuncia sua preocupação por Mellie concorrer ao Senado enquanto é a primeira-dama. Cyrus aparece no talk show, defendendo Mellie, mas Mellie consegue conquistar os eleitores explorando sua proximidade com Fitz. |              |                                    |                     |                                   |                         |                     |
| 68 | 21           | "A Few Good Women"                 | Oliver Bokelberg    | Severiano Canales & Jess Brownell | 7 de maio de 2015       | 7.44                |
| A vice-presidente Ross continua a desafiar o governo Grant quando contrata Olivia Pope para defender uma mulher, Amy Martin, na marinha que foi estuprada, e Fitz se recusa a se envolver com a política da marinha. Amy informa que está grávida e quer um aborto, mas a marinha se recusa a deixá-la sair. Olivia e Quinn conseguem abortar Amy e, com imagens de segurança fornecidas por Abby, Olivia prova que o Almirante estuprou Amy. A história da marinha dá a Mellie uma oportunidade, enquanto ela se manifesta contra o manuseio indevido de agressões sexuais por parte dos militares, em vez de falar sobre Jerry, como Elizabeth sugeriu. Enquanto isso, Huck e Quinn torturam Russell por informações sobre o nome de código B613 "Foxtail", mas Russell se recusa a conversar. O advogado da marinha, na realidade um agente do B613, aparece no apartamento e ajuda Russell a escapar. Mellie conhece Rowan, sem saber que ela é "Foxtail", o plano de fuga de Rowan do caso contra B613. |              |                                    |                     |                                   |                         |                     |
| 69 | 22           | "You Can't Take Command"           | Tom Verica          | Shonda Rhimes & Mark Wilding      | 14 de maio de 2015      | 8.08                |
| O Grande Júri é reunido por David, onde Jake e outros confessam seus papéis em B613 e na Operação Remington. No entanto, após a audiência inicial, todo jurado é assassinado, pelo qual Mellie foi responsável após ser chantageada por Rowan, que se disfarçou de bilionário chamado Damasco para obter os nomes dos jurados de Mellie. Enquanto ela tenta desesperadamente encobri-lo, ela procura a ajuda de Cyrus. Determinada a derrubar o pai, Olivia pede conselhos à mãe, o que leva Olivia a revelar a existência de B613 à chefe da CIA. Infelizmente, o plano dá errado quando Olivia e Jake são presos, apenas para serem liberados após a assinatura de um documento negando a existência do B613. Mellie confia em Elizabeth sobre suas ações, as quais Elizabeth conta a Fitz no discurso de vitória de Mellie. Fitz exige que Mellie saia da residência da Casa Branca e despede Cyrus - deixando Elizabeth para assumir o cargo de nova chefe de gabinete. Quinn descobre que Huck matou os jurados. Quando ela confronta Huck, ele admite os assassinatos porque sua família foi ameaçada por Rowan e pede que ela o mate. Olivia tem seu pai preso por peculato do Smithsonian depois que Rowan removeu a identidade de comando. Jake se despede de Olivia, e Olivia e Fitz se reúnem na varanda da residência da Casa Branca. |              |                                    |                     |                                   |                         |                     |

## Lançamento em DVD
| The Complete Fourth Season                                                                               | | |                                                                          |                                                                          |                                                                          |
| Detalhes do conjunto                                                                                     | Detalhes do conjunto                                                                                     | Detalhes do conjunto                                                                                     | Características especiais                                                | Características especiais                                                | Características especiais                                                |
| - 22 episódios - 5 discos - Inglês (Dolby Digital 5.1 Surround) - Legendas em inglês, espanhol e francês | - 22 episódios - 5 discos - Inglês (Dolby Digital 5.1 Surround) - Legendas em inglês, espanhol e francês | - 22 episódios - 5 discos - Inglês (Dolby Digital 5.1 Surround) - Legendas em inglês, espanhol e francês | - Extended Episodes - The Fixer - A Day With Kerry Washington - Outtakes | - Extended Episodes - The Fixer - A Day With Kerry Washington - Outtakes | - Extended Episodes - The Fixer - A Day With Kerry Washington - Outtakes |
| | | |                                                                          |                                                                          |                                                                          |
| Datas de lançamento                                                                                      | | |                                                                          |                                                                          |                                                                          |
| Região 1                                                                                                 | Região 1                                                                                                 | Região 1                                                                                                 | Região 2                                                                 | Região 2                                                                 |                                                                          |
| 11 de agosto de 2015                                                                                     | 11 de agosto de 2015                                                                                     | 11 de agosto de 2015                                                                                     | 23 de novembro de 2015                                                   | 23 de novembro de 2015                                                   | 23 de novembro de 2015                                                   |